# William J. Wynn
William Joseph Wynn (ur. 12 czerwca 1860 w San Francisco, zm. 4 stycznia 1935 tamże) – amerykański polityk, członek Partii Demokratycznej.

## Działalność polityczna
W okresie od 4 marca 1903 do 3 marca 1905 przez jedną kadencję był przedstawicielem 5. okręgu wyborczego w stanie Kalifornia w Izbie Reprezentantów Stanów Zjednoczonych.